# Centrolepidosporium sclerodermum
Centrolepidosporium sclerodermum är en svampart som beskrevs av R.G. Shivas & Vánky 2007. Centrolepidosporium sclerodermum ingår i släktet Centrolepidosporium och familjen Ustilaginaceae.   Inga underarter finns listade i Catalogue of Life.